# Begin Again
"Begin Again" é uma canção da cantora e compositora estadunidense Taylor Swift, gravada para o seu quarto álbum de estúdio Red. A música foi lançada como o segundo single do disco em 1º de outubro de 2012. Foi escrita e produzida pela própria artista, que contou com o auxílio de Dann Huff e Nathan Chapman na produção. Musicalmente, trata-se de uma obra country, enquanto liricamente retrata a protagonista se apaixonando novamente após um relacionamento fracassado.
"Begin Again" recebeu comentários bastante positivos da crítica especializada, sendo que alguns elogiaram os vocais e a composição da intérprete, e outros a sua estrutura musical e lírica. Entretanto, o seu desempenho comercial foi moderado. Nos Estados Unidos, a canção atingiu a 7.ª posição da Billboard Hot 100, e foi certificado com o disco de platina pela Recording Industry Association of America (RIAA) devido às vendas de mais de um milhão de cópias em território estadunidense. No Canadá, obteve a 4.ª colocação, e listou-se entre as trinta primeiras na Austrália, na Irlanda, na Nova Zelândia e no Reino Unido.
Seu vídeo musical acompanhante foi dirigido por Philip Andelman, e gravado em Paris, na França. As cenas retratam Swift caminhando pelas ruas parisienses e lembrando-se de um amor perdido, até que conhece um fotógrafo em uma cafeteria. A produção foi bem recebida, com alguns críticos notando uma semelhança com outra trama da cantora, "Back to December", além de "Someone like You" da Adele. Entre as apresentações ao vivo, a artista cantou o tema na premiação Country Music Awards, e mais tarde a inseriu no repertório de sua turnê Red Tour (2013-14). "Begin Again" recebeu indicações para as premiações CMT Music Awards, American Country Awards e Grammy Awards.

## Antecedentes
"Begin Again" foi escrita por Taylor Swift e produzida pela mesma ao lado de Dann Huff e Nathan Chapman. Swift afirmou que a música "fala sobre o final de um relacionamento ruim, quando você se liberta e vai à um primeiro encontro, depois de uma separação, e sobre como se sente vulnerável durante tudo isso". Foi apresentado pela primeira vez durante o programa de televisão estadunidense Good Morning America em 24 de setembro, e lançado promocionalmente no dia seguinte, através da iTunes Store. Mais tarde fora anunciado que a obra seria a segunda música de trabalho do Red, sucedendo "We Are Never Ever Getting Back Together". Nessa época também foi liberado um CD single da faixa em edição limitada, com venda exclusiva na Amazon.com e na loja oficial de Swift.

## Composição
Musicalmente, "Begin Again" é uma canção country de três minutos e cinquenta e sete segundos. Está escrita na chave de Sol maior, com um metrônomo de 76 batimentos por minutos. Os vocais de Swift variam entre a nota ré de três oitavas e si de quatro. Liricamente, retrata a protagonista se apaixonando novamente após um relacionamento fracassado. Segundo o site The Boot "é uma linda balada que conta a história de uma garota que está surpreendida com um cara novo que faz certo as coisas que seu ex fez de errado". Já Billy Dukes do Taste of Country comentou: "Para aqueles que acreditam que o arco de canções do Red contam uma história, o álbum termina com a doce satisfação do amor que se encontra em "Begin Again". [...] Mais uma vez, é sua vulnerabilidade e vontade de revelar suas cicatrizes de batalha que fazem desta faixa uma das melhores músicas do Red, de maneira tão palpável e brilhante". Dukes posicionou a obra na terceira colocação da lista das músicas "com as melhores letras" do disco da artista, atrás apenas de "All Too Well" e da faixa-título, respectivamente. Já a revista Billboard afirmou que ao contrário das outras músicas do Red em que se fala sobre o "fim de relacionamentos", "Begin Again" trata-se de "encontrar esperança no final desse tumultuado período". De acordo com a revista, os vocais da artista estão com um tom similar a de uma "garota sussurrando" e recorda a participação da mesma na trilha sonora do filme The Hunger Games.

## Recepção

### Crítica
| Críticas profissionais | Críticas profissionais |
| Avaliações da crítica  | Avaliações da crítica  |
| Fonte                  | Avaliação              |
| ---------------------- | ---------------------- |
| PopCrush               | [ 10 ]                 |
| Taste of Country       | [ 11 ]                 |
| Rough Stock            | [ 12 ]                 |
| Idolator               | positiva               |
| MuchMusic              | positiva               |
| Country Universe       | B                      |

"Begin Again" recebeu comentários positivos da crítica especializada. A Billboard por exemplo, classificou como a 6ª melhor canção de todo o ano de 2012. Já Jessica Sager, escrevendo para o PopCrush, premiou a obra com quatro estrelas de cinco e afirmou que se tratava "de uma balada country suave" e que seria de interesse tanto para os fãs de música pop quanto os de country. Billy Dukes do Taste of Country obteve uma opinião semelhante. Em sua resenha, ele descreveu como uma "adorável e inspiradora balada country acústica que todos os fãs desse gênero gostariam como primeiro single". Dukes também acrescentou que "Begin Again" começa onde "Ours", o último single do Speak Now, termina. E concluiu: "Em um novo nível, a música é simplesmente uma história de amor jovem, mas os personagens também serão familiares para aqueles passados 20, 30 ou 40 anos de idade. Pois os destruidores de corações não vão se sentir diferentes quando o cabelo ficar cinza. Na outra extremidade, as letras de Swift vão lembrar alguém em um relacionamento abusivo (verbal, físico ou emocional) que o amor verdadeiro, puro e recíproco existe".
Matt Bjorke do Rough Stock disse que a faixa era uma grande melhoria para a carreira de Swift e uma reminiscência de "Teardrops on My Guitar" (2007), mas que também possui um "ambiente moderno de guitarras e zumbido eletrônico", e acrescentou que "isso nunca se interpõe no caminho da melodiosa guitarra, dos violinos e bandolins". Sam Lansky do blog musical Idolator comentou que a obra "é doce, mas triste, tingido com o pesar e otimismo. Isso demonstra aos fãs de sua música country que ela não se transformou em Ke$ha durante a noite", disse referindo-se à mudança de sonoridade da artista em "We Are Never Ever Getting Back Together". O crítico também afirmou que diferente da maioria de suas outras músicas, em que o estilo da narrativa é estruturalmente simples e animado com pequenos detalhes, a construção musical de "Begin Again" é mais complexa, como quando "Swift conta as várias falhas de seu ex (como ele nunca quis que ela usasse saltos altos ou nunca quis que ela ouvisse aquela música) antes de inverter a fórmula e enviar suas baixas expectativas para o novo cara em que está namorando. É um truque inteligente que ela usa para efeito soberbo".
Natasha Shankar do She Knows disse que "não é uma música muito popular, com instrumentação simples e com enfoque em sua bela e angelical voz country. A guitarra delicada tocando [com a música] é acompanhada pelo vocal suave de Taylor, que fazem da canção agridoce e também sobre atravessar um difícil amor no passado e cair nos braços de um novo". Shankar também opinou que o trabalho poderia ser uma continuação de "White Horse" (2008). Grady Smith do Entertainment Weekly escreveu que a faixa é "uma história de amor bem-feita" e notou o talento de Swift "em tomar um único momento e deixá-lo se desenrolar como um livro de histórias instantâneo". Já Justin Proper do Under The Gun Review elogiou a cantora por saber "como manter seu público feliz, e é exatamente isso o que 'Begin Again' representa", dizendo também que a música lhe deu uma sensação de alívio, já que não havia simpatizado com o single anterior da artista. O MuchMusic também deu uma opinião favorável para a obra, afirmando que Swift "é mais do que capaz de lançar músicas despreocupadas, para se 'cantar no quarto com uma escova de cabelo' como "We Are Never Ever Getting Back Together", mas que também tem a pena de uma poeta e sabe como criar canções emocionalmente angustiantes que falam de seus milhões de fãs". Diferente dos outros críticos, Kevin John Coyne do Country Universe, foi mais duro em sua análise, classificando a faixa com uma nota "B". Ele lamentou que quase sempre as músicas de Swift se baseie em 'garotos', dizendo: "Swift continua a envelhecer, e é cada vez mais problemático que seu senso de autoestima e felicidade é sempre indissociavelmente ligada aos homens".

### Prêmios e indicações
"Begin Again" foi nomeada para a categoria "Single do Ano por uma Artista Feminina" na cerimônia American Country Awards, onde perdeu para "Mama's Broken Heart" de Miranda Lambert. A faixa conseguiu ainda uma indicação como "Melhor Canção de Country" no Grammy Awards, embora também não tenha obtido sorte, perdendo a estatueta para "Merry Go 'Round", de Kacey Musgraves.

## Vídeo musical

Após entrar em uma cafeteria parisiense, Swift atrai a atenção de um fotógrafo, que se aproxima dela para conversar. Os dois rapidamente se tornam bons amigos.

O vídeo musical acompanhante para "Begin Again" foi dirigido por Philip Andelman, e gravado em Paris, na França. A intérprete o descreveu como "uma carta de amor a Paris" e disse que é "apenas a cidade e essa linha de história de alguém seguindo em frente e encontrando algo novo". A produção se inicia com Swift em pé em uma ponte, enquanto olha pensativa para a água e lembra-se de um amor perdido. Nas cenas seguintes, a artista é vista andando de bicicleta nas ruas parisienses e experimentando roupas novas em uma loja. A cantora então faz uma parada numa cafeteria, e enquanto bebe um cappuccino, atrai a atenção de um fotógrafo de aspecto sofisticado (Vladimir Perrin). Ele se aproxima da intérprete e os dois iniciam uma conversa "doce-amarga" em que dão risada e riem de si mesmos. Nas próximas tomadas, Swift é vista em um parque e experimentando um cupcake. O videoclipe também apresenta a intérprete em uma caminhada rápida pelo Sena e finaliza-se com ela e o fotógrafo andando juntos lado a lado. A produção estreou no dia 23 de outubro de 2012.
Kyle Anderson do Entertainment Weekly pensou que o vídeo "era outro conjunto agridoce clássico de Swift", escrevendo: "Apesar de seu namorado não rir de suas piadas e entender as histórias de sua família como um filme natalino cheio de tradições, ela encontra o seu salve final: Vagando pelas ruas de Paris, rindo com caras bonitos, em um café (e provavelmente com merendas de caracóis ou algo assim). É um clipe adorável, mas um pouco sonolento. Além disso, há algo nele que lembra "Back to December" — é a paleta de cores, ou apenas o mau humor geral?". Amanda Dobbins do Vulture disse que o vídeo se trata do ator Jake Gyllenhaal, ex-namorado de Swift, que escarnecia seus gostos musicais e não deixava que a artista usasse saltos altos. No entanto, ela acrescentou que no vídeo, Swift melhora com um "cara francês quente" e ainda comparou a obra com o videoclipe de "Someone like You", de Adele. Marc Hogan do Spin também notou uma semelhança com "Someone like You", enquanto Crystal Bell do Celebuzz afirmou que Swift parece um "sonho parisiense". A trama recebeu uma indicação para a categoria de "Vídeo Feminino do Ano" do CMT Music Awards de 2013, onde perdeu para "Mama's Broken Heart" de Miranda Lambert, além de ser nomeada para o American Country Awards 2013, concorrendo em "Vídeo do Ano" e "Vídeo Feminino do Ano".

## Apresentações ao vivo
Swift cantou "Begin Again" pela primeira vez ao vivo na cerimônia Country Music Awards de 2012. Para sua interpretação do tema, foi criado no palco do evento uma cafeteria francesa fictícia, com uma imagem gigante da Torre Eiffel no fundo, de modo que o ambiente fosse semelhante ao do vídeo musical. Após o fim de sua apresentação, a cantora foi ovacionada de pé pelo público. No dia trinta do mesmo mês, ela cantou a obra no talk show The Ellen DeGeneres Show, e mais tarde, a inseriu no repertório de sua turnê Red Tour, que passou pela América do Norte e Austrália.

## Faixas e formatos
"Begin Again" foi lançado digitalmente em 1º de outubro de 2012, contendo apenas uma faixa de três minutos e cinquenta e sete segundos.
| Download digital |               |         |  |
| N.º              | Título        | Duração |  |
| 1.               | "Begin Again" | 3:57    |  |

## Desempenho nas paradas musicais
Em sua primeira semana, a canção vendeu mais de 299 mil downloads digitais, feito que culminou no topo da mesma na Digital Songs, uma parada da Billboard que lista as músicas mais vendidas a cada semana nos Estados Unidos, tornando-se o quinto número um da artista nesse gráfico. Como resultado, "Begin Again" obteve a 7.ª posição como melhor na Billboard Hot 100, e mais tarde foi certificado como disco de platina pela Recording Industry Association of America (RIAA) devido às mais de um milhão de cópias vendidas em território estadunidense.
Na Billboard Country Songs, "Begin Again" estreou no 37.º posto. Após a Billboard mudar a metodologia sobre a parada country, "Begin Again" obteve a 10.ª posição.
Mundialmente, a canção adquiriu um desempenho moderado. Enquanto no Canadá e na Nova Zelândia atingiu a 4.ª e 11.ª posição, respectivamente, sendo que no primeiro país citado foi certificado com o disco de ouro, em outras regiões, sobretudo na Europa, sua execução foi mais baixa. Na Austrália, conseguiu a 20.ª colocação como a melhor, e nas paradas da Espanha, Escócia, Irlanda e Reino Unido, "Begin Again" falhou em não ficar entre os vinte primeiros.
| Parada musical (2012)              | Melhor posição |
| ---------------------------------- | -------------- |
| Austrália - ARIA Charts            | 20             |
| Canadá - Canadian Hot 100          | 4              |
| Escócia - Scottish Singles Chart   | 27             |
| Espanha - PROMUSICAE               | 35             |
| Estados Unidos - Billboard Hot 100 | 7              |
| Estados Unidos - Country Songs     | 10             |
| Estados Unidos - Country Airplay   | 3              |
| Irlanda - IRMA                     | 25             |
| Nova Zelândia - RIANZ              | 11             |
| Reino Unido - UK Singles Chart     | 30             |

| Canadá - Music Canada                        | Ouro    | + 40.000    |
| Estados Unidos - RIAA                        | Platina | + 1.000.000 |
| * Número de vendas com base na certificação. |         |             |

| Parada (2012)                  | Melhor posição |
| ------------------------------ | -------------- |
| Estados Unidos - Country Songs | 100            |

| Parada (2013)                    | Melhor posição |
| -------------------------------- | -------------- |
| Estados Unidos - Country Airplay | 48             |
| Estados Unidos - Country Songs   | 57             |

## Créditos
Todo o processo de elaboração da canção atribui os seguintes créditos pessoais:
- Taylor Swift - vocais, composição, produção;
- Dann Huff - guitarra acústica, guitarra elétrica, produção;
- Nathan Chapman - guitarra acústica, produção;
- Caitlin Evanson - backing vocal;
- Jimmie Sloas - baixo;
- Jason Campbell - coordenador de produção;
- Mike "Frog" Griffith - coordenador de produção;
- Aaron Sterling - bateria;
- David Huff - edição digital;
- Tom Bukovac - guitarra elétrica;
- Ilya Toshinskiy - bandolim;
- Hank Williams - masterização;
- Justin Niebank - mixagem;
- Drew Bollman - assistente de mixagem;
- Charlie Judge - Órgão B-3, sintetizador, corda, acordeão, piano;
- Steve Marcantonio - gravação;
- Seth Morton - assistente de gravação;
- Paul Franklin - steel guitar;
- Jonathan Yudkin - violino;
- Scott Borchetta - produtor executivo.